# Бибов
Бибов (њем. Bibow) општина је у њемачкој савезној држави Мекленбург-Западна Померанија. Једно је од 91 општинског средишта округа Нордвестмекленбург. Према процјени из 2010. у општини је живјело 398 становника. Посједује регионалну шифру (AGS) 13058009.

## Географски и демографски подаци
Бибов се налази у савезној држави Мекленбург-Западна Померанија у округу Нордвестмекленбург. Општина се налази на надморској висини од 18 метара. Површина општине износи 23,1 km².

## Становништво
У самом мјесту је, према процјени из 2010. године, живјело 398 становника. Просјечна густина становништва износи 17 становника/km².